# Værøy flygplats
Værøy flygplats (norska: Værøy flyplass) är en numera stängd regional flygplats belägen på ön Værøy i Norge. Flygplatsen öppnades 1986 och stängdes 1990 efter en allvarlig olycka där samtliga fem passagerare omkom. Under verksamhetsåren var flygplatsen lågt trafikerad på grund av de häftiga väderförhållandena och efter olyckan ersattes den av en helikopterflygplats på en annan plats på ön. Det fanns två linjer till Bodø och Røst som trafikerades av Widerøe. 
Flygplatsen är privatägd. Den är stängd för offentlig trafik, men ägaren tillåter mindre flyg att använda flygplatsen så till vida att det inte är någon annan aktivitet där. Husen vid flygplatsen är omvandlade till boningshus och flygledartornet användes även för privat bruk. I den fanns en småskalig, hantverksmässig chokladproduktion vid namn Lofoten Sjokolade, ända tills den brann ned den 8 oktober 2015.